# ウルリック・ボ・ダール
ウルリック・ボ・ダール（Ulrik Bo Dahl, 2000年11月18日 - ）は、デンマークの男子バレーボール選手である。

## 来歴
リュンビュー＝トーベック市出身。14歳の時に兄の影響でバレーボールを始める。
イタリア・ベルギーでのプレーを経て2023-24シーズンはスペインでプレー。スーペルリーガでベストサーバーを受賞した。
2024年6月、SVリーグ所属のVC長野トライデンツ入団が発表された。10月13日に行われたジェイテクトSTINGS愛知第2戦ではチーム最多の26得点を記録し、チームのSVリーグ初勝利に貢献した。
2025年4月、2024-25シーズン限りでの契約満了が発表された。6月に日本製鉄堺ブレイザーズ入団が発表された。

## 球歴
- デンマーク代表（2024年-）

## 所属チーム
- ゲントフテ・バレー (da) （2017-2020年）
- Sistemia LCT Aci Castello（2020-2021年）
- Sa.Ma. Portomaggiore（2021-2022年）
- Tectum Achel（2022-2023年）
- CVサン・ロケ（2023-2024年）
- VC長野トライデンツ（2024-2025年）
- 日本製鉄堺ブレイザーズ（2025年-）

## 受賞歴
- 2024年 - スペイン・スーペルリーガ ベストサーバー